# 大衛·奧騰加

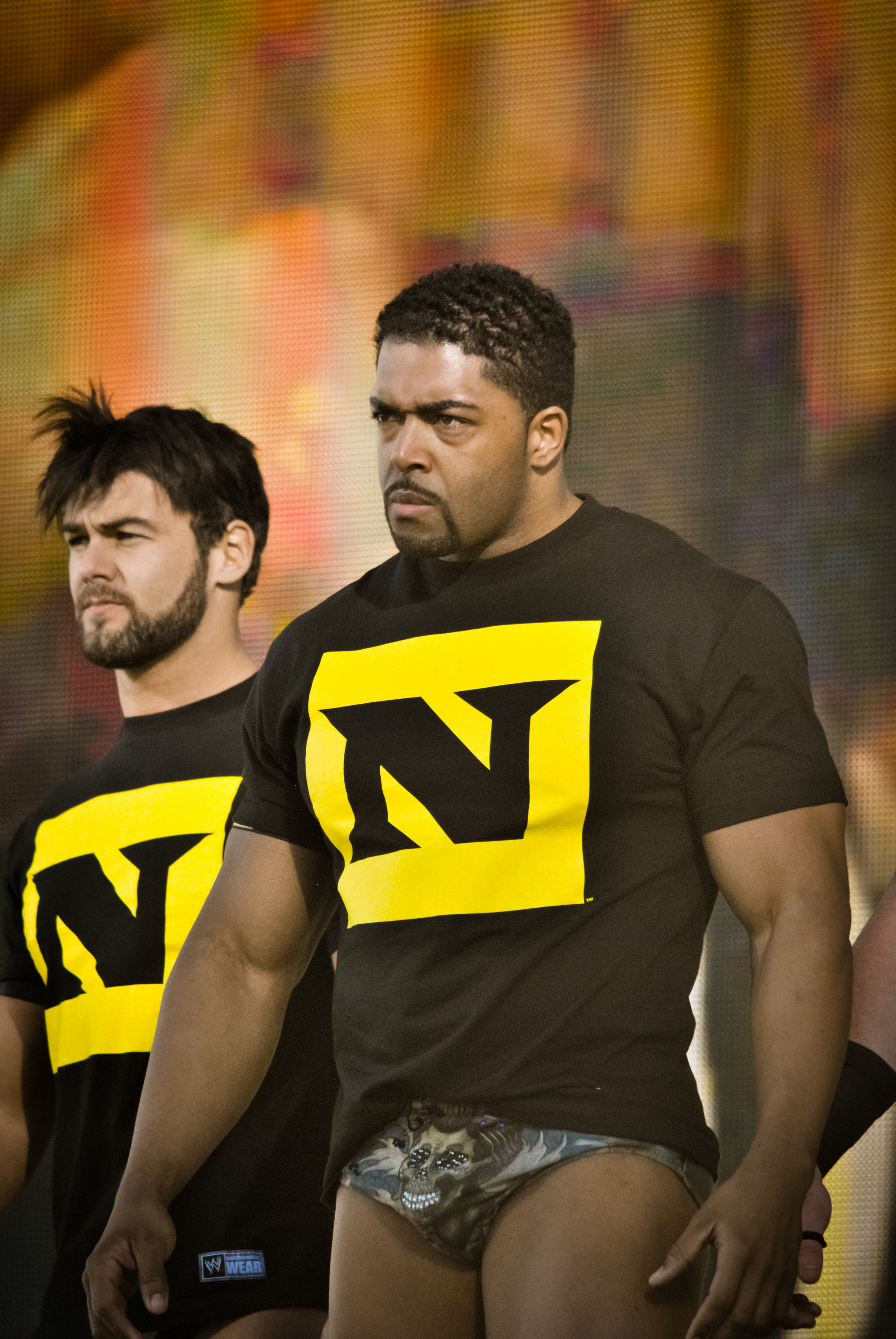
大衛·奧騰加與賈斯汀·蓋伯瑞爾

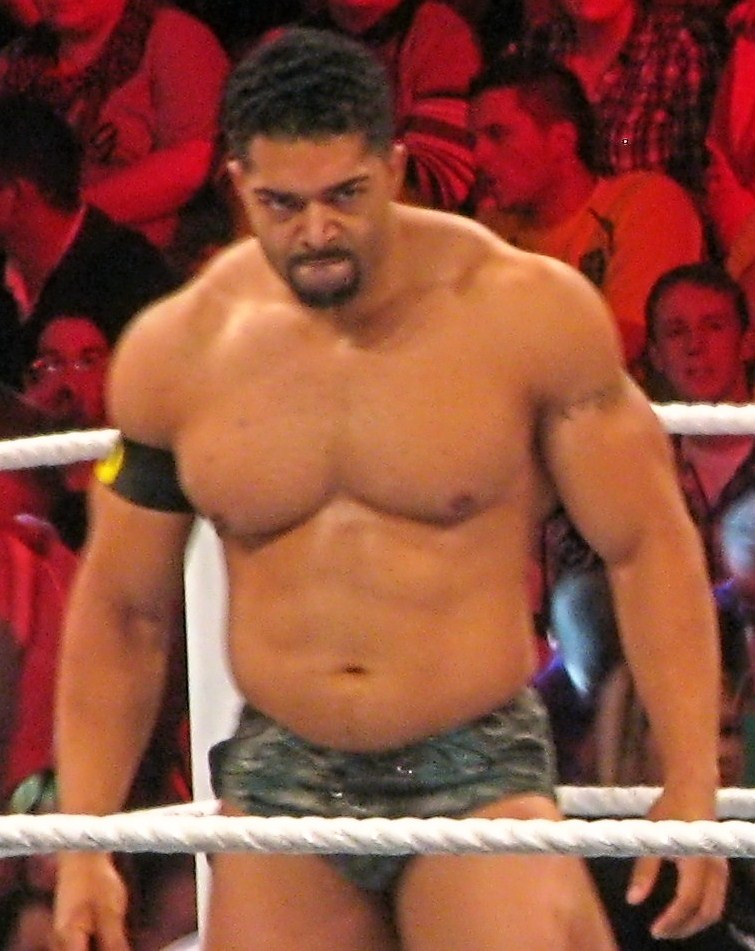
大衛·奧騰加

大衛·奧騰加（英語：David Otunga，1980年4月7日—），本名大衛·丹尼爾·奧騰加（英語：David Daniel Otunga, Sr.），是世界摔角娛樂（WWE）旗下職業摔角選手，並在世界摔角娛樂節目WWE Raw中亮相。
在大衛·奧騰加的摔角事業中，奧騰加曾是兩次的WWE雙打冠軍（分別與柯爾提斯·艾克賽爾和約翰·希納）。